# Tone Lōc
Tone Lōc, pseudonimo di Anthony Terrell Smith (Compton, 3 marzo 1966), è un rapper e attore statunitense.
Tone Lōc nella propria carriera oltre ad essere stato uno dei primi esponenti del pop-rap, ricordato per la voce profonda ed estremamente roca, ha anche avuto una discreta carriera cinematografica che lo ha portato a recitare in circa 25 film e serie TV. La sua carriera musicale è segnata sicuramente dal successo del 1989 Wild Thing.

## Biografia
Tone Lōc nacque a south Compton, in California, e frequentò la University High School di Los Angeles. Il suo brano più famoso, Wild Thing, includeva un beat costruito su un riff di chitarra campionato dal brano di Van Halen dal titolo Jamie's Cryin'. Benché il campionamento fosse stato usato senza il permesso dell'autore, Van Halen non citò Tone.
Come attore, Tone è apparso in film quali Heat - La sfida, Guerrieri del surf, Ace Ventura - L'acchiappanimali, Ho trovato un milione di dollari, così come in serie televisive quali NewsRadio e nel reality Superstar USA.
Nel 1999, sia Wild Thing che Funky Cold Medina furono remixate dal gruppo europeo The ZZ-Bros. Wild Thing Y2K" ebbe una buona accoglienza soprattutto in Australia nelle classifiche dance, in previsione dell'arrivo del nuovo millennio cui la canzone faceva riferimento.
Ha collaborato al brano di Fefe Dobson Rock It Til You Drop It nel suo omonimo album di debutto del (2003).
Ha dato la voce a Fud Wrapper, il personaggio che accoglie i visitatori nell'attrazione Food Rocks ad Epcot nel Walt Disney World.

## Discografia
- 1989 - Lōc-ed After Dark
- 1991 - Cool Hand Loc

## Filmografia

### Attore

#### Cinema
- Le avventure di Ford Fairlane (The Adventures of Ford Fairlane), regia di Renny Harlin (1990)
- Il ritorno di Superfly (The Return of Superfly), regia di Sig Shore (1990)
- Posse - La leggenda di Jessie Lee (Posse), regia di Mario Van Peebles (1993)
- Guerrieri del surf (Surf Ninjas), regia di Neal Israel (1993)
- Poetic Justice, regia di John Singleton (1993)
- Una volante tutta matta (Car 54, Where Are You?), regia di Bill Fishman (1994)
- Ace Ventura - L'acchiappanimali (Ace Ventura: Pet Detective), regia di Tom Shadyac (1994)
- Ho trovato un milione di dollari (Blank Check), regia di Rupert Wainwright (1994)
- Heat - La sfida (Heat), regia di Michael Mann (1995)
- Spia e lascia spiare (Spy Hard), regia di Rick Friedberg (1996)
- Fakin' Da Funk, regia di Timothy A. Chey (1997)
- Freedom Strike, regia di Jerry P. Jacobs (1998)
- Space Cowboys, regia di Clint Eastwood (2000)
- Deadly Rhapsody, regia di Don Abernathy (2001)
- Invasion X (They Crawl), regia di John Allardice (2001)
- Storm Watch, regia di Terry Cunningham (2002)
- Not Cool, regia di Shane Dawson (2014)

#### Televisione
- Roc – serie TV, 7 episodi (1992-1994)
- Il tocco di un angelo (Touched by an Angel) – serie TV, episodi 2x8 (1995)
- NewsRadio – serie TV, episodi 2x6-2x10 (1995)
- Crosstown Traffic, regia di George Hickenlooper – film TV (1995)
- Living Single – serie TV, episodi 4x8 (1996)
- Dangerous Minds – serie TV, episodi 1x12 (1997)
- Ultime dal cielo (Early Edition) – serie TV, episodi 3x16 (1999)
- Rude Awakening – serie TV, episodi 3x9-3x14-3x19 (2000-2001)
- The District – serie TV, episodi 2x12 (2002)
- Thieves – serie TV, 10 episodi (1992-1994)
- Prima o poi divorzio! (Yes, Dear) – serie TV, episodi 6x5 (2005)
- Totally Awesome, regia di Neal Brennan – film TV (2006)
- Dreamweaver, regia di Candance Gosch – film TV (2006)